# Мёлленбек, Михаэль
Михаэль Фридрих Мёлленбек (нем. Michael Friedrich Möllenbeck; 12 декабря 1969 — 2 ноября 2022) — немецкий легкоатлет, специалист по метанию диска. Выступал за сборную Германии по лёгкой атлетике в 1988—2006 годах, обладатель двух бронзовых медалей чемпионатов мира, бронзовый призёр чемпионата Европы, многократный победитель и призёр первенств национального значения, участник трёх летних Олимпийских игр.

## Биография
Михаэль Мёлленбек родился 12 декабря 1969 года в городе Везеле, ФРГ.
Занимался лёгкой атлетикой в Ваттеншайде, проходил подготовку в местном одноимённом клубе TV Wattenscheid.
Впервые заявил о себе на международном уровне в сезоне 1988 года, когда вошёл в состав западногерманской национальной сборной и выступил на юниорском мировом первенстве в Садбери, где в зачёте метания диска стал девятым.
В 1995 году на чемпионате мира в Гётеборге с результатом 59,76 выйти в финал не смог.
Благодаря череде удачных выступлений, удостоился права защищать честь страны на летних Олимпийских играх 1996 года в Атланте — в программе метания диска на предварительном квалификационном этапе показал результат 55,18 метра, что оказалось недостаточным для выхода в финал.
В 1999 году занял шестое место на чемпионате мира в Севилье (64,90).
На Олимпийских играх 2000 года в Сиднее в финале метнул диск на 63,14 метра, расположившись в итоговом протоколе соревнований на десятой строке.
В 2001 году завоевал бронзовую медаль на чемпионате мира в Эдмонтоне (67,61).
В июне 2002 года на соревнованиях в Дортмунде установил свой личный рекорд в метании диска — 67,64 метра, а в июле на турнире в Ваттеншайде впервые стал чемпионом Германии (65,83). Помимо этого взял бронзу на домашнем чемпионате Европы в Мюнхене (66,37), победил на Кубке Европы в Анси (66,82), был четвёртым на Кубке мира в Мадриде (64,57).
В 2003 году был вторым на Кубке Европы во Флоренции (65,26), пятым на чемпионате мира в Париже (66,23) и на Всемирном легкоатлетическом финале в Монте-Карло.
В 2004 году вновь одержал победу на чемпионате Германии (63,14), победил на Кубке Европы в Быдгоще (64,42), представлял страну на Олимпийских играх в Афинах (59,79).
В 2005 году на соревнованиях в Ваттеншайде с результатом 64,12 в третий раз стал чемпионом Германии. Также был вторым на Кубке Европы во Флоренции (64,12), третьим на чемпионате мира в Хельсинки (65,95) и восьмым на Всемирном легкоатлетическом финале в Монте-Карло (59,27).
На чемпионате Европы 2006 года в Гётеборге в финале показал результат 64,82 и занял итоговое пятое место, тогда как на Всемирном легкоатлетическом финале в Монте-Карло с результатом 61,75 был седьмым.
На чемпионатах Германии 2007 и 2008 годов оба раза становился вторым, уступая Роберту Хартингу.
Завершил спортивную карьеру по окончании сезона 2009 года.
Его жена Аня Мёлленбек (Гюндлер) тоже успешно выступала в метании диска на международной арене.
Он умер 2 ноября 2022 года в возрасте 52 лет.